# Гуртулан, Аждар
Аждар Бабазаде Гуртулан (азерб. Əjdər Babazadə Qurtulan; 1898, Баку, Бакинская губерния, Российская империя — 6 июля 1971, Стамбул, Турция) — азербайджанский государственный, политический и общественный деятель, журналист, член азербайджанской эмиграции. Был членом партии «Мусават».

## Биография

### Ранние годы
Аждар Гуртулан, настоящая фамилия Бабазаде, родился в 1898 году в городе Баку. После окончания начального и среднего образования, поступил в военное училище в Баку. После окончания учёбы, он начал служить в армии. Во время оккупации Баку у большевиков была цель уничтожить национальную армию, для этого они арестовывали или же убивали её членов, либо отправляли их в Иран рассчитывая, что там они умрут. В 1918 году он застал Мартовскую резню в Баку и писал об этом:
«Мне было 20 лет. Я вырос в борьбе за независимость. Мы принесли бесчисленные жертвы в дни Мартовской резни 1918 года. 15 сентября моё тело было в смятении в связи с победоносной борьбой. Я испытал счастье быть затенённым под нашим свящённым трёхцветным флагом, который развеялся от счастья 28 мая. Я узнал, что такое свобода».

### Политическая жизнь
15 июня 1923 года он, как и многие члены Комитета Независимости, был задержан. В 1927 году Аждара снова арестовывают. На этот раз его хотели либо убить, либо сослать на Соловки. Поэтому, благодаря усилию его родственников у которых были связи с посольством Ирана, он получает иранский паспорт. Аждар сначала укрылся в Реште, а затем в Тегеране. В Тегеране он установил контакты с Мамедом Эмином Расулзаде и стал его представителем здесь. Он распространяет среди иммигрантов в Иране газету «Независимость» (азерб. İstiqlal) и журнал «Спасение» (азерб. Qurtuluş).
В 1940-х годах, когда СССР был гегемоном в Иране, Гуртулан посчитал, что оставаться здесь опасно, и решил уехать в Стамбул с высокопоставленными чиновниками и близким другом Али Азертекином, при поддержке посольства Турции в Иране. С одной стороны, Аждар работает в одной из местных компаний, чтобы обеспечивать свою семью, и в то же время он поддерживает Азербайджанскую культурную ассоциацию и его пресс-служба всячески поддерживает газету «Азербайджан». Аждар Гуртулан умер от сердечного приступа 6 июля 1971 года в своём доме на улице Кошуёлу в Кадыкёйе, в Стамбуле.